# Menis Koumandareas
Aristomenis (Menis) Koumandareas (Grego: Αριστομένης (Μένης) Κουμανταρέας; Atenas, 4 de janeiro de 1931 - Atenas, 5 de dezembro de 2014) foi um escritor grego.

## Biografia
Koumandareas frequentou aulas nas faculdades de Filosofia e Direito da Universidade de Atenas, bem como em uma escola de teatro, mas não concluiu seus estudos em nenhum desses campos. Em vez disso, trabalhou durante algum tempo como jornalista e depois como balconista de companhias marítimas e de seguros.
De 1961 em diante até a época de sua morte, Koumandareas atuou como escritor e tradutor. Seus textos foram publicados em muitos periódicos literários gregos. Foi agraciado com o Prêmio Estadual de Conto (1967 e 1997) e Novel (duas vezes, 1975 e 2002).
Koumandareas foi encontrado morto, uma suposta vítima de assassinato, em 6 de dezembro de 2014, em seu apartamento em Atenas. De acordo com o relatório do legista, ele foi estrangulado. Dois homens romenos foram presos como suspeitos, Ştefan Mătăsăreanu (25) e Cosmin Găitan (29). O primeiro suspeito, um conhecido de longa data de Koumandareas, foi identificado através de descrições do último romance autobiográfico do autor.

## Obras literárias

### Obras mais conhecida
- Βιοτεχνία Υαλικών, 1975
- Η κυρία Κούλα, 1978
- Σεραφείμ και Χερουβείμ, 1981
- Η μυρωδιά τους με κάνει να κλαίω, 1996